# Koivusaari (ö i Finland, Norra Savolax, Norra Savolax, lat 63,61, long 27,46)
Koivusaari är en ö i Finland.   Den ligger i kommunen Sonkajärvi i den ekonomiska regionen  Övre Savolax ekonomiska region  och landskapet Norra Savolax, i den centrala delen av landet, 400 km norr om huvudstaden Helsingfors.